# Oubykh
L’oubykh (autonyme tʷaχəbza) est une langue caucasienne de la famille des langues abkhazo-adygiennes parlée autrefois en Turquie et en Circassie.

## Histoire
L'oubykh, dont Tevfik Esenç (mort à 88 ans) était le dernier locuteur, est de fait une langue morte depuis son décès en 1992. Cette langue a été sauvée de la disparition par les linguistes Georges Dumézil et Georges Charachidzé qui en ont publié une grammaire et un dictionnaire avec Tevfik Esenç.
En 2005, cette langue n'est plus parlée mais des personnes dans quelques villages turcs s'appellent encore oubykh, et leur dialecte tcherkesse, le parler hakoutchi (en) qu'ils utilisent actuellement, possède de nombreux traits empruntés à l'oubykh.

## Morphologie
C’est une langue agglutinante comprenant quatre cas (oblique-ergatif, absolutif, instrumental et locatif). Sa morphologie verbale est étonnamment complexe, d'autant plus que la langue est ergative. Les règles d'accord du verbe prévoient que celui-ci porte la trace du sujet, de l'objet direct (accusatif), de l'objet indirect (datif) et, le cas échéant, du bénéfactif. Ainsi : 
```
a-wæ-s-χʲa-n-tʷæ-n

3sg:
accus
-2sg:
datif
-1sg-
bénéf
-3sg:
sujet
-donner-
présent
 
« Il te le donne pour moi. »
```

## Phonologie
L'oubykh possède 83 consonnes, dont trois ne sont utilisées que dans des mots d'emprunt, et seulement deux voyelles phonologiques. La langue n'a cependant pas les vélaires simples /g/, /k/ ou /k'/, lesquelles sont présentes seulement dans des emprunts à l'abkhaze, ou au tcherkesse.

## Vocabulaire
Eau: bzə́
Nuage: šawədá
Bonjour: wə́ms°a č' anə́y ou šasápš
Matin: mác°
Jour: məs°á ou áms°á
Nuit: 